# Französisches Gymnasium

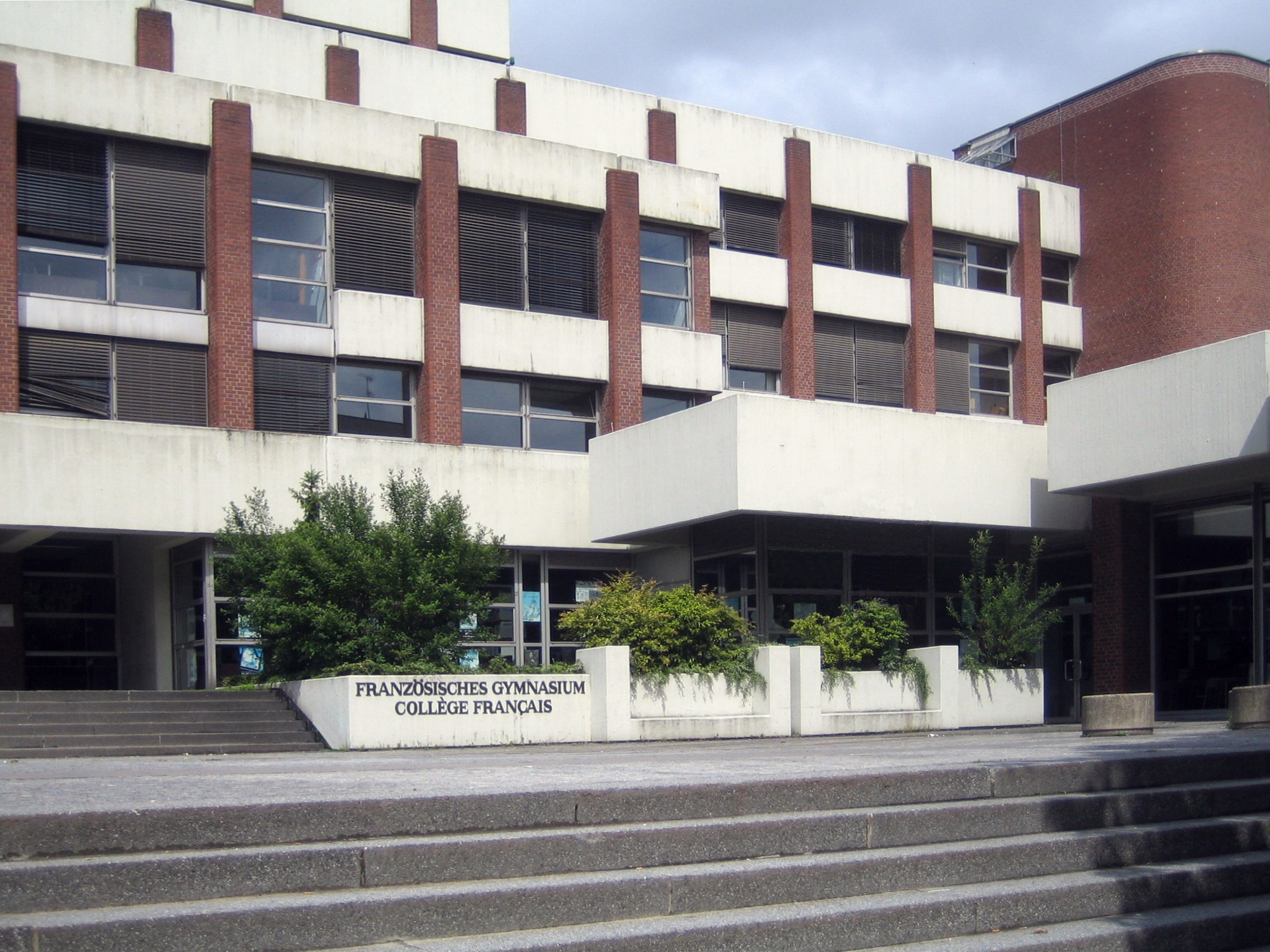
Französisches Gymnasium in Berlijn

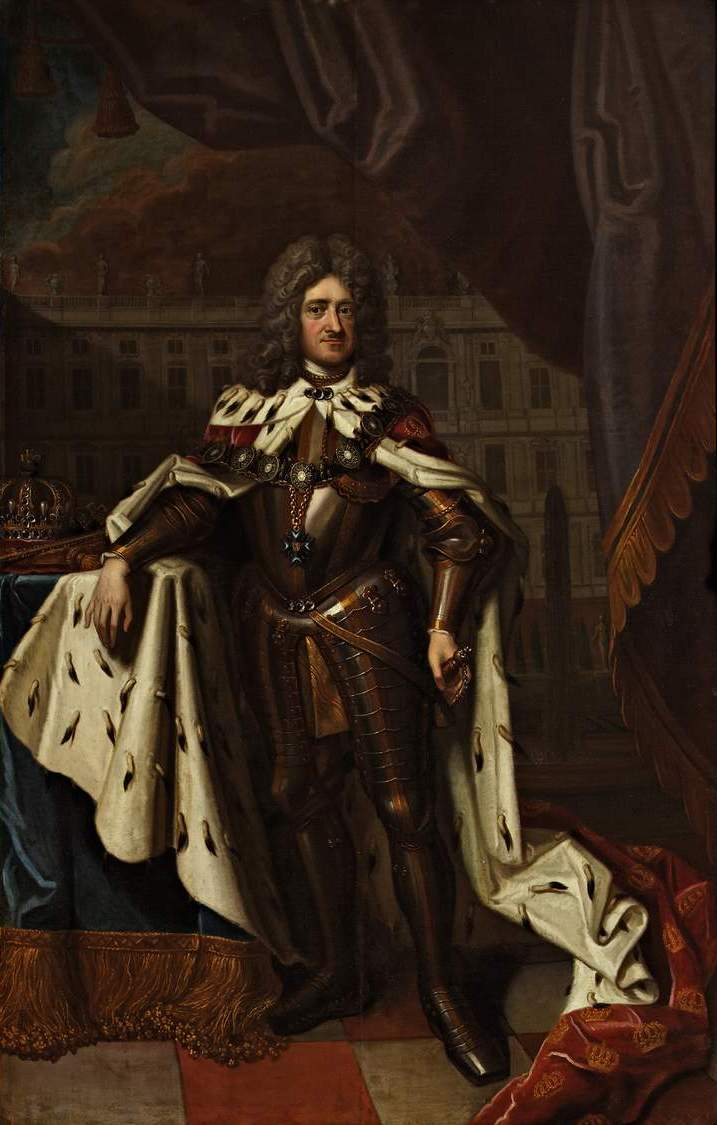
Keurvorst Friedrich III richtte het Franse gymnasium op

Het Französische Gymnasium of Lycée français is de oudste school van Berlijn. Het gymnasium werd in 1699 door keurvorst Friedrich III van Brandenburg opgericht voor de protestantse hugenoten die Frankrijk ontvlucht waren en zich in groten getale in Berlijn gevestigd hadden. Het onderwijs op dit gymnasium geschiedt in het Frans. Leerlingen kunnen de opleiding afsluiten met een Frans baccalauréat of een Duits Abitur.
Het Französische Gymnasium ligt in de wijk Tiergarten in het centrum van Berlijn.

## Bekende oud-leerlingen
- Adelbert von Chamisso (1781–1838, schrijver, zoöloog en botanicus)
- Paul von Lettow-Vorbeck (1870–1964, militair en schrijver)
- Adolf Windaus (1876–1959, chemicus)
- Edmund Landau (1877–1938, wiskundige)
- Victor Klemperer (1881–1960, filoloog)
- Kurt Tucholsky (1890–1935, journalist en schrijver)
- Erich Auerbach (1892–1957, filoloog)
- Wernher von Braun (1912–1977, raketgeleerde)
- Ken Adam (1921–2016, production designer)
- Lucian Freud (1922–2011, schilder)
- Reinhard Mey (1942, zanger)
- Peter Fox (1971, zanger)
- Matthias Fekl (1977, politicus)
- Alexandra Maria Lara (1978, toneelspeler)